# ジョージ・ワシントンの辞任挨拶
ジョージ・ワシントンの辞任挨拶（ジョージ・ワシントンのじにんあいさつ、英: George Washington's Farewell Address）は、初代アメリカ合衆国大統領ジョージ・ワシントンが、「アメリカ合衆国の人民」に宛てて書いた文書である。ワシントンはその大統領2期目の任期終わり近くになって、辞任のために自宅のマウントバーノンでこの文書を書いた。最初はデイビッド・クリプールの1796年9月19日付けの「アメリカン・デイリー・アドバイー」紙に、「アメリカ合衆国の人民に宛ててジョージ・ワシントンのアメリカ合衆国大統領辞任にあたって挨拶」という題で掲載された。その後直ぐに国中の新聞にも掲載され、さらに後には小冊子の形で出版された。この文書は、フレンチ・インディアン戦争からアメリカ独立戦争、さらに初代アメリカ合衆国大統領として、45年間新しい共和国に尽くした後の告別の辞だったので、後に「辞任挨拶」と名付けられた。
この文書は当初、1792年にワシントンが1期目の終わりに引退することに備えて、ジェームズ・マディソンの援助で準備されていた。しかし、ワシントン内閣の財務長官アレクサンダー・ハミルトンと国務長官トーマス・ジェファーソンの間の反目によって、新しく結成されたハミルトンの連邦党とジェファーソンの民主共和党の亀裂が深まり、また当時の国際関係の難しさもあって、ワシントンの指導力なくしては国が割れてしまうことになると考え、2期目に出馬することにしたのでこの文書は棚上げにされた。
その4年後に2期目の終わりが近づくと、ワシントンは以前の文書を取り出し、ハミルトンの助けも借りて、3期目に出馬する意向の無いことを宣言するように改定した。また1796年のアメリカ政界に新たにもたらせられた問題も反映し、アメリカ合衆国憲法が採択されてからの8年間の政府に対する支持を表明し、その内閣の実績を擁護し、国民に宛てた辞任にあたっての忠告を加えた。
この文書は、ワシントンが高齢、長年の国への奉仕、大統領の任務および政敵からの攻撃が増加したことなどで心身を消耗した年月の後に書かれた。1796年アメリカ合衆国大統領選挙の選挙人投票が行われるほぼ2か月前に公表された。

## 概要

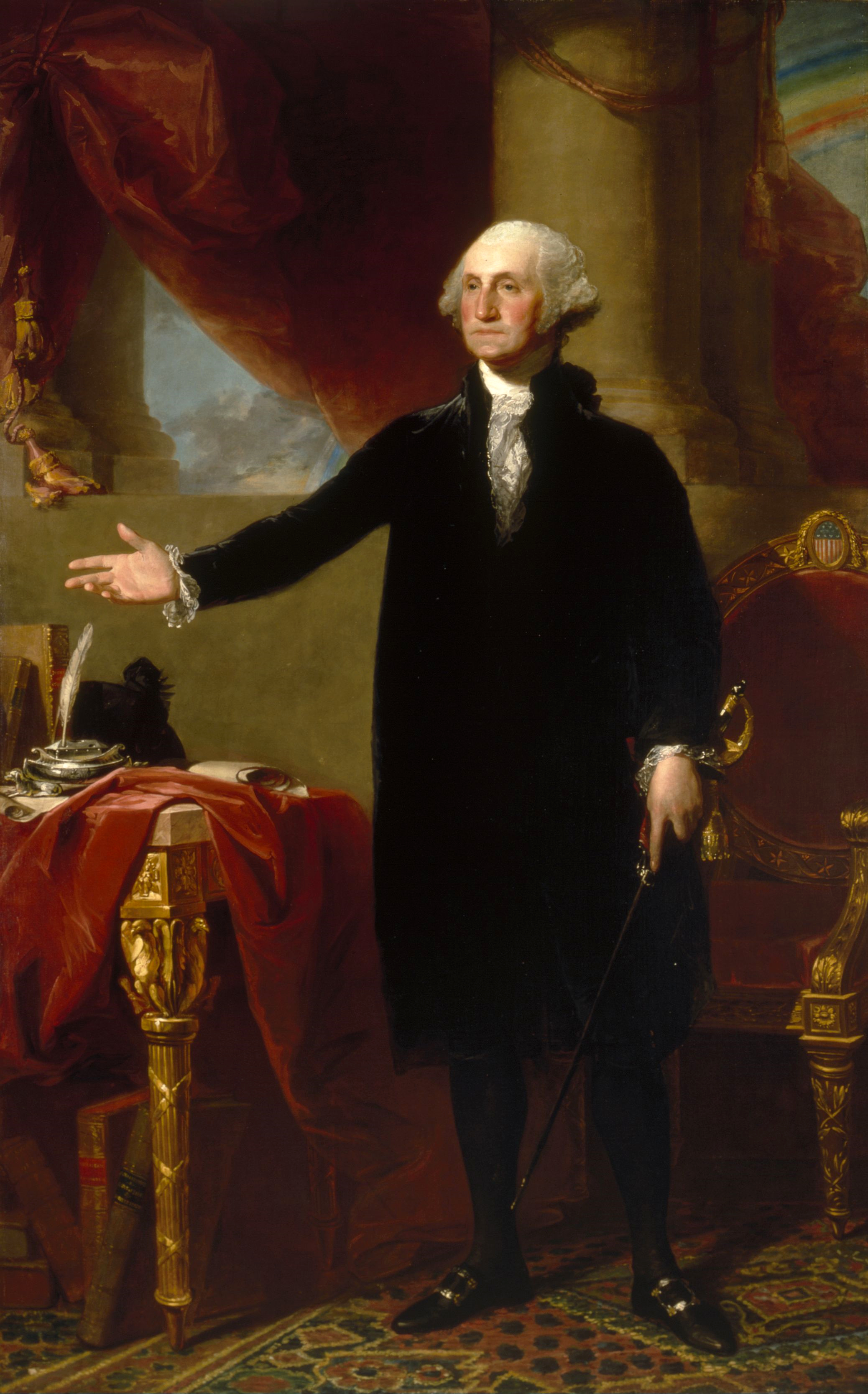
ジョージ・ワシントンの肖像、ギルバート・ステュアート画

当時、大統領としてのジョージ・ワシントンが居ないアメリカ合衆国というものが多くのアメリカ国民の中に心配の種になっていた。ジェファーソンはワシントン大統領の多くの政策に不同意であり、後には連邦主義的政策に反対するために民主共和党を指導することになったが、政敵で連邦党を指導するハミルトンと共同して、ワシントンの指導力が無ければ国が割れてしまうことを怖れ、ワシントンにその引退時期を遅らせ、2期目に出馬するよう説得した。ワシントンはアメリカ国民に、選挙のまえに引退するつもりだったが、「私の信頼する」人々から2期目を務めるのが義務だと説得されたと伝えるときに、この2人の説得を引き合いにしていた可能性が強い。
これらの心配を理解したワシントンは、アメリカ国民にその奉仕はもはや必要ないこと、さらに最初の就任演説で言ったように、自分は大統領になるような資格は無く、その在任中に何かを成し遂げるとすれば、この国が生き残り繁栄するために受けた支援と努力の結果であることを説得しようとした。この国はワシントンの指導力が無くても生き残るという彼の信頼感にも拘わらず、文書の大半は「別れていく友人」として、この国の存続に大きな脅威になると考える事柄について助言をすることに割かれていた。

### 団結と派閥主義
ワシントンは、アメリカ国民に対する警告を、国の独立、国内外での平和、安全および自由が全てアメリカ合衆国諸州の団結に掛かっていると説得することで始めている。憲法で創設された諸州の統一体は、国内外の敵によって最も頻度多くかつ集中的に攻撃されるようになるという警告になった。アメリカ国民は、連邦を捨てようという者、国の一部を分離させようという者、あるいは憲法でその結びつきを強めている連邦の絆を弱らせようという者に疑念を抱き、軽蔑するべきと警告している。連邦の力を強めるために、人々に国に対する一体感を、州や都市あるいは地域に対する一体感の上におき、国に対するその努力や感情を地方的な他の全てのことに優先させるよう勧めている。さらに人々に、宗教、しきたり、習慣および政治的な原則における僅かな差を超えて物事を判断し、その独立と自由を最優先することを求めている。
ワシントンは続けて、この国、地域およびそこに住む人々は既に皆で共有している連邦から恩恵を受けていると考える幾つかの例を挙げて、連邦に対する支持を説明している。将来彼の考え方を共有すれば、国民の努力を組み合わせそれを資源とすることで、外国の攻撃から国を守り、競争心や外国との競合関係から起こることの多い隣国との戦争を避けさせることになると考えている。連邦によって与えられる安全保障は、自由特にアメリカ合衆国が創設された共和制の自由に対する最大級の脅威と見なしている軍事力の肥大化も避けられると主張している。
ワシントンはアメリカ国民に、アメリカ合衆国の領域があまりに大きすぎて共和国として統治できないという人々あるいはその集団の隠された動機を追及するよう警告している。それは多くのギリシャ哲学者が行った議論であり、後にルイジアナ買収が提案されたときの議論で、大きな共和国が機能できないと判断する前に少なくとも機能するという実験をする機会を人々に与えることを求めていた。続いて、派閥主議の危険性について、その真の動機は権力を得て政府を支配しようという地域や人々の間に不信や競争心を生み出すことにあると主張して、強い警告を与えている。ワシントンは、その在任中に成立されたスペイン領メキシコおよびイギリス領カナダとの西部境界に関する条約、それぞれピンクニー条約とジェイ条約という2つの条約を取り上げ、これらによって西部の農民がミシシッピ川を下ってニューオーリンズまで産品を運ぶことができる権利を確保したと指摘した。この2つの条約は大西洋岸に並ぶ東部州や連邦政府がアメリカ国民全ての福祉を求め、統一された国家として外国から公正な処遇を勝ち取った証拠として挙げられた。

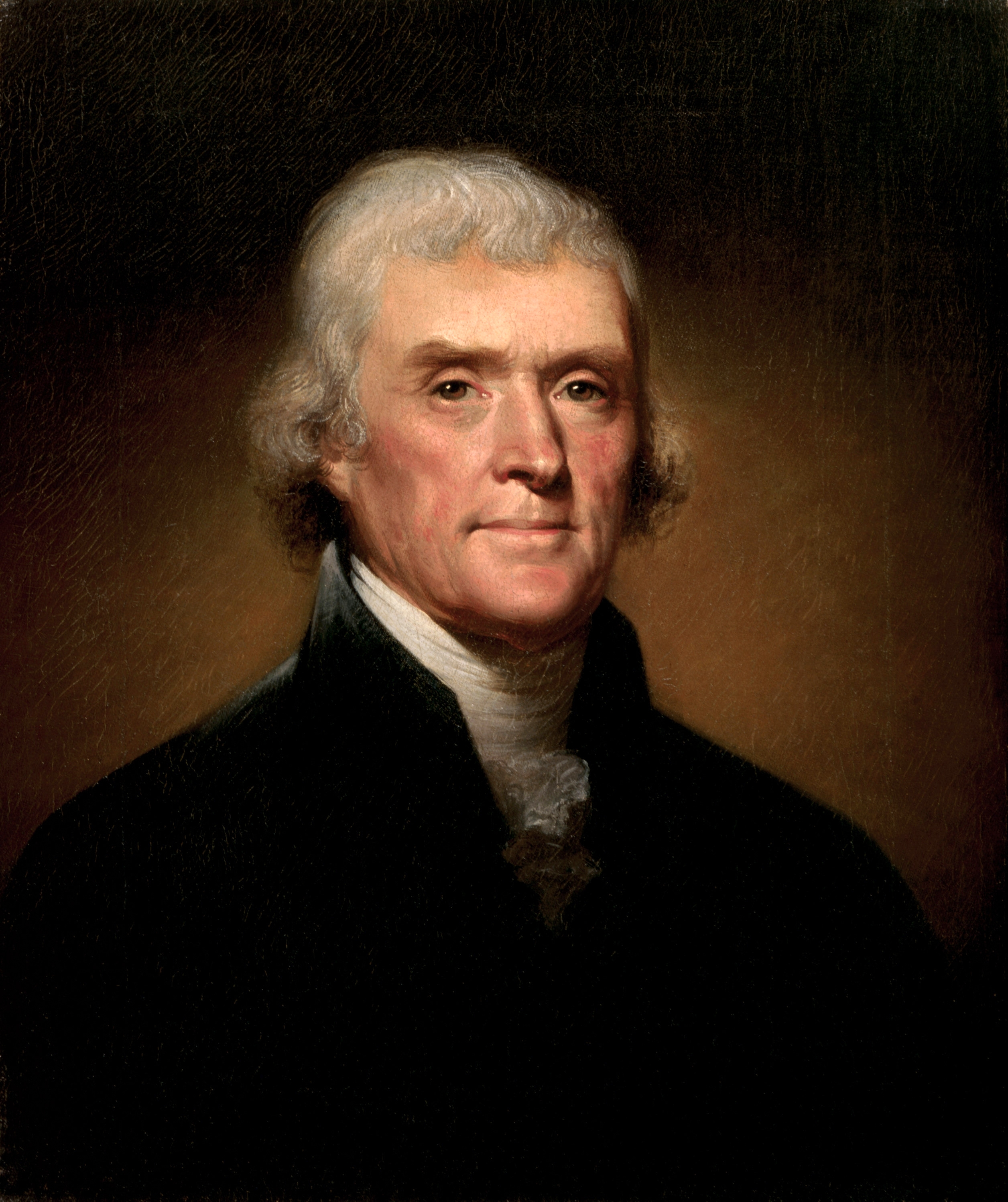
トーマス・ジェファーソン、民主共和党の設立者

### 憲法と政治的会派
ワシントンは続けて、憲法による新しい政府への指示を表明し、それはこの国が最初に試みた連合規約を改良したものであり、人々がその需要に合わせるために政府を変えることができるのが国民の権利ではあるが、それは憲法の修正を通じて行われるべきであると思い出させている。さらに政府による暴力的簒奪は如何なる犠牲を払っても避けられるべきであり、実際に憲法に従い、アメリカ国民の過半数の意志によって憲法が修正されるまでは憲法による政府が作る法に従うことが、共和国の全ての民の義務であると主張することで、彼の考え方を補強している。
ワシントンは、政府が創設した法の執行を妨げようとする政治的会派、あるいは憲法に規定する役所が憲法で与えられる権限の行使を妨げる会派は、民衆の需要に応えるか、差し迫った問題を解決するために動いていると主張するかもしれないが、その真の意図は人々から権限を奪い、不公正な人の手に委ねるためであると、警告している。
ワシントンは憲法を修正によってのみ変更できると主張しているが、アメリカ国民に向かって、政府を倒そうという集団は、政府が政治的会派から政府自体を守れず、法を執行できず、国民の権利と資産を守れないところまで政府の力を弱めるために、憲法の修正を求めるかもしれないと警告している。その結果、政府にはその十分な可能性を認識するだけの時間を与え、十分な時間と思考を通じて、その動機の意見と仮説に基づいて単純に変更する代わりに、修正が真に必要であることを証明した後にのみ憲法を修正することを勧めている。

### 政党

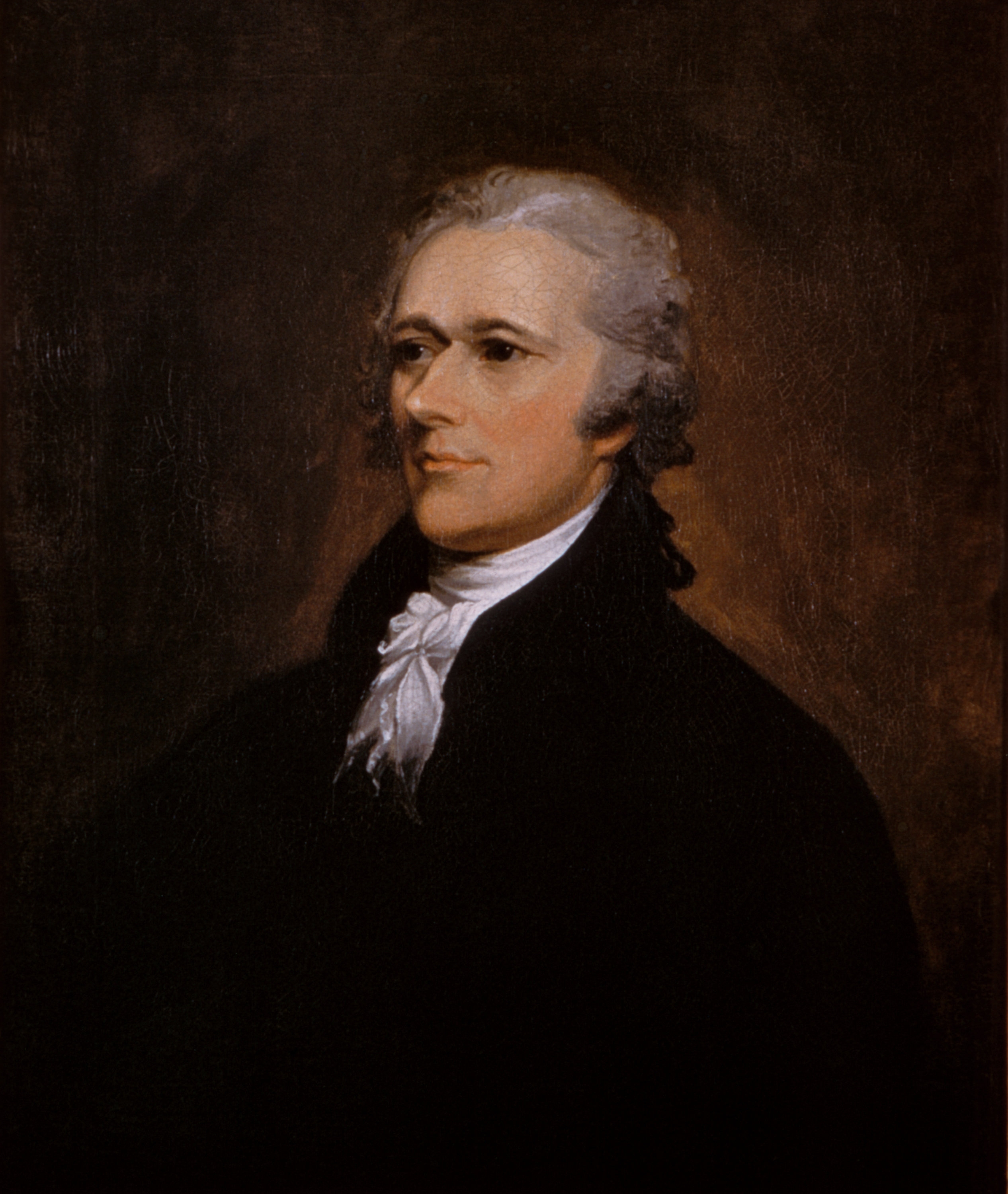
アレクサンダー・ハミルトン、連邦党の創設者

ワシントンは、派閥主義の危険性に関する思考を進めて、政党の政府と国全体に対する危険性を含めるようその警告を拡大している。その警告は前年の1791年に創設されたハミルトンの連邦党に対抗して、ジェファーソンによって最近創設された民主共和党に重大性を置いている。民主共和党は多くの方法で特定の地域やアメリカ人集団の利益を促進していた。ワシントンが挨拶文のこの部分で引用しているより重大な心配とは、民主共和党がフランスとの同盟に肩入れし、連邦党はイギリスとの同盟に肩入れしていることであり、この二国はフランス革命によってもたらされたヨーロッパ諸国間の紛争の渦中にあった。
ワシントンは、政党のような集団で人々が組織を作り、運営するのは自然なことであるという事実は認めていたが、政党は他の集団よりも権力を求め、政敵には報復を狙う傾向があるので、あらゆる政府は政党を敵と認めて、それらを押さえつけようとしてきたと主張している。
さらに、ある政党が別の政党と「交替で政権に就くこと」、同時にその政敵に対してまさに報復におよぶことは、恐ろしい残虐行為に繋がり、「それ自体不愉快な専制政治である。しかしこれは遂にはより形式的で恒久的な専制政治に繋がる」ことを明らかにしている。ワシントンの考え方と判断から、政党が恒久的な専制政治に向かうという傾向は、最終的にまた「次第に人の心が個人の絶対的権力に安全と安らぎを求めさせるようになる」からである。
ワシントンは、政党が君主政治の中で自由を高める効果がある場合があるという事実も認めているが、政党は政府の任務を邪魔する傾向にあり、集団や地域の中に根拠のない嫉妬を生み、人々に嘘の警告を与え、暴動を奨励し、外国や利益団体がその意志をこの国に押しつけようというときに政府に近づくことを容易にさせる傾向があるので、大衆の選挙で選ばれた政府の中では拘束されなければならないと論じている。

### チェック・アンド・バランスと権力の分離
ワシントンは憲法の擁護を続け、チェック・アンド・バランスと権力の分離のしくみが、特定個人あるいは集団が国全体を支配することを妨げる重要な手段であることを述べ、国民が憲法によって政府に与えられた権限を修正することが必要だと考えるならば、力ではなく憲法の修正によって行うべきだと忠告している。この声明は、アメリカ独立戦争のときにイギリス政府に対して武装蜂起を行った当時のイギリス植民地人の軍隊を指揮し、1787年のフィラデルフィア憲法制定会議では当時の連合規約による政府の願望に反して新しい政府の計画を作り上げることに貢献したその人の発言だけに重要だった。ワシントンの2期目の間に恐怖政治に陥ったフランス革命が、武装反乱は良い結果に繋がることもあるが、多くの場合自由政府の陥落に繋がるというワシントンの意見を形作ることにもなった可能性がある。

### 宗教、道徳および教育
ワシントンの挨拶文で最も引用されることの多い部分の1つは、私的および公的の幸福を促進するだけでなく、国の政治的繁栄を促進することにおいても宗教と道徳の重要性を強く支持しているところである。宗教の教義は公正さの基礎である資産、評判および生命の保護を促進すると主張している。さらに国民の道徳は、選挙で選ばれた政府において必要であり、宗教はアメリカ合衆国の選挙で選ばれた政府を維持するために不可欠なので、道徳は宗教無くして維持されないとまで言っている。次のように記している。
ワシントンは宗教を公共道徳の基礎になるものとして引き合いに出した。また、アメリカの政府はアメリカ合衆国全体の「知識の融合」が主要目的であることを確認する必要があると論じている。何故なら政府は人民の意見を強制するために作られたのであり、人民の意見の結果として情報を与えられ、知識を得られるべきだからである。
さらには理神論者として、またおそらく少数派の宗教を信じる者が如何に見下されているかを知っている者として、社会における宗教の破壊的性格を持つ可能性について、以下のように記している。

### 信用と政府の負債
ワシントンは連邦予算のバランスを取ることを強く支持し、国の信用は力と安全にとっての重要な資源であると主張している。アメリカ国民には、未来の世代がそうでなければ負っているであろう財政的負担を負わなくてすむように、戦争を避け、不必要な借金を避け、また戦争の際に積み上げられた国の負債を平時にできるだけ早く償還することで、国の信用を保つことを勧めている。負債を避けるように警告しているにも拘わらず、適切な備えがなければ却って費用を増すことにもなる危険性や戦争を防止するために、金を遣うことは時には必要であるとも述べている。当時のワシントンは、人民がこうした予防のための費用を生み出すために創設された税金を払うことで、協力し合うのは不快だろうけれども必要なことだと論じている。
ワシントンは、自ら軍隊を率いて鎮圧したペンシルベニア州におけるウィスキー税反乱のことをおそらく引いて、政府にとって課税される項目を選ぶときに注意深くあることは如何に重要であるかを示唆しているが、政府がどんない懸命に努めたとしても、税金を払わねばならない人々にとって不便で不快で無礼に思えないような税金は無いだろうとも言っている。

### 外交と自由貿易
ワシントンはその辞任挨拶の大きな部分を外交、およびアメリカ合衆国と外国との間の恒久的同盟の危険性について論じることに割いている。この問題は、フランス革命戦争と呼ばれたフランスとイギリスの紛争の最中であり、連邦党員がイギリスの側に付こうとし、民主共和党員がワシントンを説得して仏米同盟を確立した1778年の同盟条約に敬意を表し、フランスを援助するようし向けている中で、アメリカ政治の中で特別の案件になっていた。ワシントンは中立宣言を発し、それが1794年の中立法成立となる中で英仏紛争に巻き込まれるのを避けようとしていた。ワシントンは明らかにこの辞任挨拶の中で外交政策と同盟関係に対する態度を説明しようとしている。
ワシントンは、ここでも宗教教義と道徳に基づく適切な行動に言及しており、あらゆる国に対する誠意と公正さの政策を提唱し、アメリカ国民にはいかなる国とも長期間の友好関係あるいは競合関係を避けるよう勧めている。諸国に対する癒着や敵意は外交政策における政府の判断を曇らせるだけであると主張している。長期にわたってお粗末な関係を続けることは、アメリカ合衆国の敵と見なされる国によって釣り合わない小さな打撃を受ける傾向にあるので、不必要な戦争に導くだけであると言っている。さらに同盟は相手国を単に守ること以上にこの国に正当化も恩恵ももたらさない戦争にアメリカ合衆国を引き込む可能性があると主張することで議論を続けている。ワシントンは、その同盟に関する警告を続け、アメリカの同盟国と同様に待遇されていないと考える国とのまずい関係になることが多く、アメリカ国民の意思ではなく、同盟国の意志に基づいてアメリカ政府を脅して判断するようにさせるとしている。

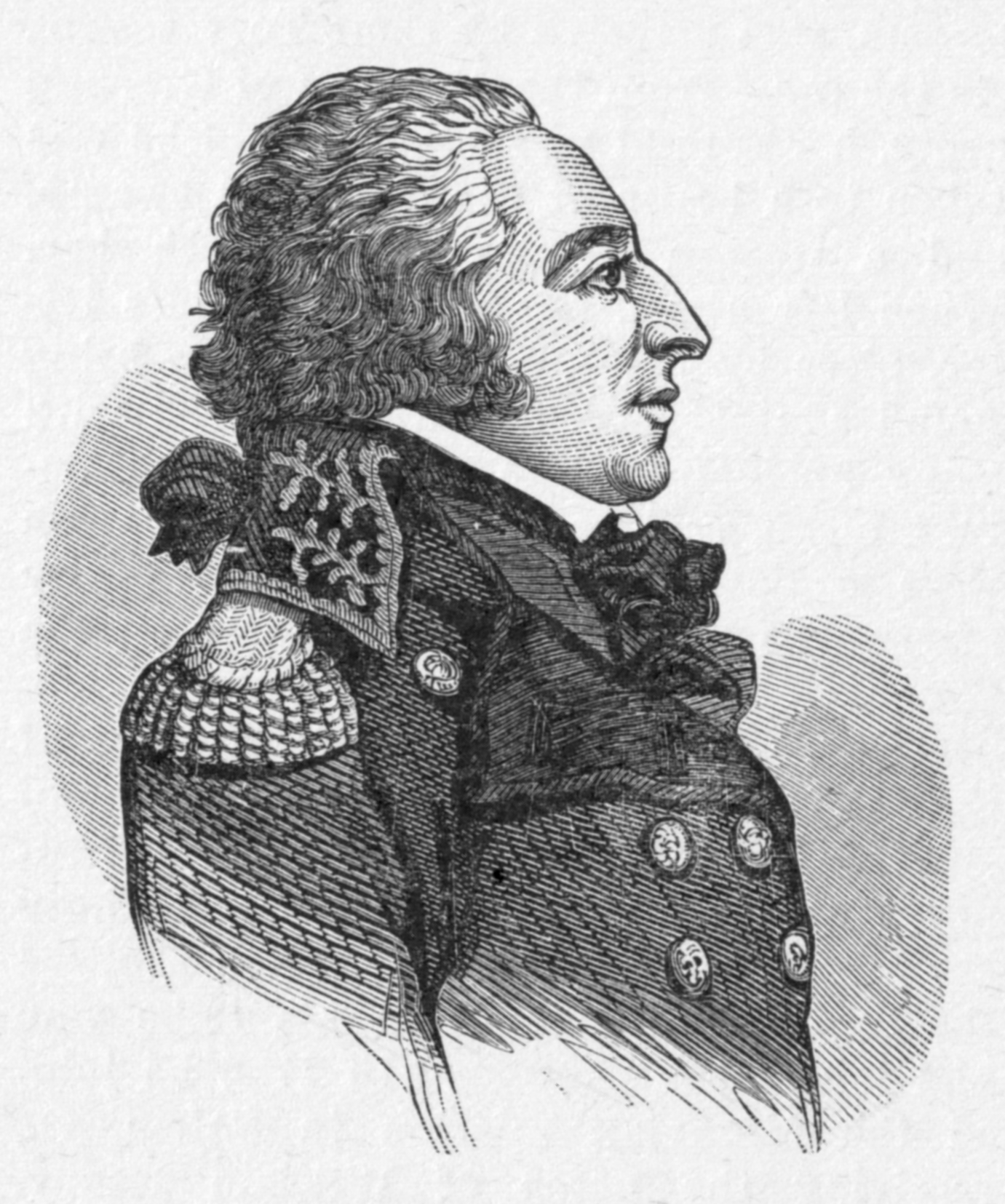
市民ジュネ、アメリカ合衆国の政策に干渉したフランス大使

ワシントンはアメリカ国民と政府に影響を及ぼそうとする外国の危険性について長々と言及している。友好的と考える国も、敵だと考える国も政府に影響を及ぼして自国の意志を通そうとすると考え、大衆意見を無視し、友好国の影響力に抵抗して、自国の利益に最善であるものを求める者だけが「真の愛国者」になるとあえて言っている。1793年にフランス大使のエドモン＝シャルル・ジュネがアメリカ国内でフランス支援のデモを組織し、スペイン領土攻撃のために軍隊の資金を手当てし、イギリス船舶を捕獲するために私掠船を雇ったという、外国からの干渉と見なされる事件があったばかりだった。アメリカ世論をフランスとの同盟に有利なようにし向けるために支持者を動員したことは一線を越えたものであり、ジュネは国外退去を命じられた。
ワシントンはアメリカ国民に世界における孤立した立場の長所を選ぶように勧め、アメリカの利益にとってほとんど何も得ることのないと主張する、特にヨーロッパ諸国との外交で癒着や摩擦を避けるよう勧めている。アメリカの孤立した立場と団結で中立を維持し、自国の問題に焦点を当てていられる時に、ヨーロッパの大地で戦われる戦争にアメリカ人が関わっても何の意味も無いと主張している。その結果、ワシントンは、極端な危険性がある場合に一時的な同盟は必要であるにしても、この国はあらゆる外国との恒久的同盟を避けるべきであり、現在の（フランスとの）同盟に敬意を払うべきではあっても延長すべきではないと、あえて言っている（現在の同盟に敬意を払うべきであるとは言っているが、実際には中立宣言によって、フランスがイギリスに攻撃された場合の援助を約していた仏米同盟条約に敬意を払ってはいなかった）。
ワシントンはその外交政策をあらゆる国との自由貿易を推奨することで締めくくっている。貿易による諸国との結びつきは中立的に確立されるべきであり、政府の役割は安定的な貿易を保証すること、アメリカ人商人の権益を守ること、および伝統的な貿易のルールを政府が保証することができるということを確実にするために必要な条項を守ることに限られるべきだと主張している。

### 辞任挨拶の意図
ワシントンは辞任挨拶のこの部分を使って、この文書に入れた忠告が国民に大きな印象を与えることを期待してはいないし、アメリカの政治の行方を変えようとも思っていないが、国民が政党を抑制し、外国の影響力に疑問を覚え、偽りの愛国主義に隙を与えないで居るように期待していると説明している。さらにこの文書に述べた原則がアメリカ国民に大統領としてまたこの国に尽くした間の彼の行動を理解する一助になれば良いと説明している。

### 中立宣言の弁護
ワシントンは続けて、仏米同盟条約が存続していたにも拘わらず、フランス革命戦争の間に行った中立宣言の背後にある理由付けに焦点を当てることで、その大統領としての職務を弁護している。この同盟があるとしても、ワシントンとその助言者達が理解し信じ続けたことは、アメリカ合衆国が紛争の中で中立であり続ける権利を持っているということであり、フランスとイギリスは勿論除いて、全諸国がアメリカの立場に同意してきたと論じている。公正さと人間性によって紛争の間も中立に留まることを求められたというその信念を述べることに加え、中立を保つことは新しい政府が成熟する機会を掴み、国内事情を十分に制御できる力を備えるようにできるために必要であるとも主張している。

### 結語
ワシントンはアメリカ国民に宛てた文書を、この国に奉仕する間におかした失敗を許してくれるよう求め、それらの失敗は自身の弱さによるものであり、決して意図的なものではなかったことを請け合うことで、締めくくっている。最後の一文は、その45年間におよぶ公的奉仕の中で、共に作り上げてきた自由な政府で一民間人として仲間のアメリカ人に加われたことについて抱く興奮の念を表明することに使われている。

## 遺産
今日でも、ワシントンの辞任挨拶はアメリカ史の中で最上級に重要な文書と考えられており、連邦党の政治原理の基礎となった。
ワシントンは公的任務からの引退の望みを表明していたが、擬似戦争のときに浮かび上がったフランスからの侵略の怖れに対して、国を守るために結成された暫定アメリカ軍の総司令官として、ジョン・アダムズ大統領の発令を受け入れることになった。ただし、アダムズは連邦党員にその発令を強制されたも同然だった。ワシントンは暫定陸軍将校団の編成に数ヶ月を費やしたが、その辞任挨拶に含めた声明を忠実に守り、1800年大統領選挙に出馬して公務に返り咲くという提案を拒絶した。
アメリカの政治で宗教と道徳の重要性を訴えた部分、さらに外国との同盟における危険性について警告した部分は、しばしば議論の対象になってきたものではあるが、19世紀に入ってもアメリカの英雄の書いたものとして特別の配慮が払われ、政治的な議論の中で引用されることが多かった。ワシントンがフランスとの同盟条約に対する義務の認知を拒み、後の1798年にアメリカ合衆国議会で条約の停止が決められたが、アメリカ合衆国の外国との恒久的同盟を終わらせたいというワシントンの望みが実現したのは、1800年協議（モルテフォンテーヌ条約）に調印した時だった。この条約は疑似戦争終わらせ、ナポレオンのフランスに貿易の最恵国待遇を与えることと引き換えに、1778年に結ばれた仏米同盟を公式に終わらせた。
1823年、ヨーロッパ諸国が新しく独立を果たした中央アメリカと南アメリカのラテンアメリカ諸国を最植民地化したり干渉したりしない限り、アメリカはヨーロッパの事情に干渉しないことを約束したモンロー主義が発せられ、ワシントンの外交政策の目標が確かなものになった。

### NATO同盟
アメリカ合衆国が再度外国との恒久的軍事同盟を結んだのは、1949年の北大西洋条約調印で、いわゆるNATOを結成した時だった。

### 議会での読み上げ
アメリカ南北戦争の渦中にあった1862年1月、フィラデルフィア住民数千人が嘆願書に署名して、ワシントンの生誕130周年を祝うために、その辞任挨拶を「議会の一院あるいは他の院」で読み上げるよう連邦議会に要求した。この辞任挨拶は1862年2月にアメリカ合衆国下院でまず読み上げられ、1899年まで両院で読み上げられるのが慣例になった。
しかし、1984年、下院がこの慣習を止めた。上院はこの慣習を現在も続けており、ワシントンの誕生日には毎年二大政党が交互に議員の一人を選んで上院議場で声高く挨拶文を読み上げることにしている。